# Tijjani Noslin
Tijjani Noslin (Amsterdam, 7 luglio 1999) è un calciatore olandese, attaccante della Lazio.

## Caratteristiche tecniche
È un'ala destra, che ha le sue doti migliori nei dribbling uno contro uno e nelle capacità di finalizzazione.

## Carriera

### Club

#### Inizi e Fortuna Sittard
Dopo aver iniziato a giocare nell'USV Hercules in seconda divisione olandese e nel DHSC Utrecht nei dilettanti, periodo nel quale lavora anche come rider per una catena di fast food e viene notato da Wesley Sniejder, viene acquistato dal Fortuna Sittard nel 2021. Noslin debutta fra i professionisti il 18 settembre 2021, in occasione dell'incontro di Eredivisie perso per 1-0 contro l'Heerenveen. e realizza il suo primo gol nella partita pareggiata per 1-1 contro il Willem II.

#### Verona
Il 23 gennaio 2024, Noslin viene ceduto per 3 milioni di euro al Verona, in Serie A. Esordisce in campionato cinque giorni dopo, nella sfida casalinga pareggiata contro il Frosinone (1-1). Il 17 febbraio seguente, segna il suo primo gol in massima serie nel pareggio casalingo contro la Juventus (2-2). Conclude la stagione con 17 presenze, cinque reti e quattro assist, contribuendo attivamente alla salvezza del club scaligero.

#### Lazio
Il 30 giugno 2024, Noslin passa a titolo definitivo alla Lazio, sempre in Serie A, per circa 15 milioni di euro. Il 18 agosto fa il suo esordio con i laziali venendo schierato titolare nel successo sul Venezia per 3-1, nella prima di campionato. Il 25 settembre successivo gioca la sua prima partita in una competizione europea, subentrando al posto di Fisayo Dele-Bashiru al 79' della sfida di Europa League contro gli ucraini della Dinamo Kiev; dopo solo tre minuti dall'ingresso in campo rimedia, però, anche la sua prima espulsione in maglia biancoceleste per una gomitata ai danni del difensore ucraino Vladyslav Dubinčak. Quattro giorni dopo realizza il suo primo gol coi capitolini nel successo per 2-3 in casa del Torino. Il 5 dicembre 2024 realizza la sua prima tripletta in carriera nell'incontro valevole per gli ottavi di finale di Coppa Italia, vinto dalla Lazio 3-1 sul Napoli. Il 17 aprile 2025 segna la sua prima rete nelle competizioni europee, nella partita dei quarti di ritorno di Europa League contro il Bodø/Glimt, che porta i capitolini  ai tempi supplementari impattando al 93' lo 0-2 subìto all'andata, partita vinta poi dai norvegesi ai tiri di rigore.

## Statistiche

### Presenze e reti nei club
Statistiche aggiornate al 25 maggio 2025.
| Stagione               | Squadra                | Campionato             | Campionato | Campionato | Coppe nazionali | Coppe nazionali | Coppe nazionali | Coppe continentali | Coppe continentali | Coppe continentali | Altre coppe | Altre coppe | Altre coppe | Totale | Totale |
| Stagione               | Squadra                | Comp                   | Pres       | Reti       | Comp            | Pres            | Reti            | Comp               | Pres               | Reti               | Comp        | Pres        | Reti        | Pres   | Reti   |
| ---------------------- | ---------------------- | ---------------------- | ---------- | ---------- | --------------- | --------------- | --------------- | ------------------ | ------------------ | ------------------ | ----------- | ----------- | ----------- | ------ | ------ |
| 2018-2019              | USV Hercules           | 3D                     | 8          | 3          | CO              | 0               | 0               | -                  | -                  | -                  | -           | -           | -           | 8      | 3      |
| 2019-2020              | USV Hercules           | 3D                     | 16         | 6          | CO              | 1               | 0               | -                  | -                  | -                  | -           | -           | -           | 17     | 6      |
| Totale USV Hercules    | Totale USV Hercules    | Totale USV Hercules    | 24         | 9          |                 | 1               | 0               |                    | -                  | -                  |             | -           | -           | 25     | 9      |
| 2020-2021              | DHSC Utrecht           | 4D                     | 5          | 4          | CO              | 0               | 0               | -                  | -                  | -                  | -           | -           | -           | 5      | 4      |
| 2021-2022              | Fortuna Sittard        | ED                     | 24         | 1          | CO              | 2               | 0               | -                  | -                  | -                  | -           | -           | -           | 26     | 1      |
| 2022-2023              | Fortuna Sittard        | ED                     | 31         | 5          | CO              | 0               | 0               | -                  | -                  | -                  | -           | -           | -           | 31     | 5      |
| 2023-gen. 2024         | Fortuna Sittard        | ED                     | 13         | 3          | CO              | 1               | 1               | -                  | -                  | -                  | -           | -           | -           | 14     | 4      |
| Totale Fortuna Sittard | Totale Fortuna Sittard | Totale Fortuna Sittard | 68         | 9          |                 | 3               | 1               |                    | -                  | -                  |             | -           | -           | 71     | 10     |
| gen.-giu. 2024         | Verona                 | A                      | 17         | 5          | CI              | -               | -               | -                  | -                  | -                  | -           | -           | -           | 17     | 5      |
| 2024-2025              | Lazio                  | A                      | 30         | 2          | CI              | 2               | 3               | UEL                | 7                  | 1                  | -           | -           | -           | 36     | 6      |
| Totale carriera        | Totale carriera        | Totale carriera        | 144        | 29         |                 | 6               | 4               |                    | 7                  | 1                  |             | -           | -           | 157    | 34     |